# Harold Wallace
Harold Amed Wallace McDonald (Heredia, 1975. szeptember 7. –) Costa Rica-i válogatott labdarúgó.

## Pályafutása

### Klubcsapatban
Pályafutását 1993-ban a Deportivo Saprissa csapatában kezdte és a Belénben folytatta. 1995-ben rövid ideig Mexikóban játszott a Zacatepecben. 1995 és 2008 között az Alajuelense játékosa volt, melynek tagjaként hét bajnoki címet szerzett és 2004-ben megnyerte a CONCACAF-bajnokok ligáját. A 2002–03-as idényben kölcsönben a mexikói San Luisban szerepelt. 2008 és 2010 között a Liberia Mía labdarúgója volt, melynek színeiben 2009-ben bajnoki címet szerzett. 

### A válogatottban
1995 és 2009 között 101 alkalommal szerepelt a Costa Rica-i válogatottban és 3 gólt szerzett. Bemutatkozására 1995 szeptemberében került sor egy Jamaica elleni barátságos mérkőzés alkalmával. Részt vett a 2002-es világbajnokságon, ahol a Costa Rica-iak összes mérkőzésén kezdőként lépett pályára. A 2006-os világbajnokságon az Ecuador elleni találkozón kezdőként, Lengyelország ellen pedig csereként lépett pályára. Tagja volt az 1997-es és a 2001-es Copa Américán, illetve az 1998-as, a 2000-es, a 2002-es, a 2003-as, a 2005-ös, a 2007-es és a 2009-es CONCACAF-aranykupán szereplő válogatott keretének is.

## Sikerei, díjai
LD Alajuelense
- Costa Rica-i bajnok (7): 1995–96, 1996–97, 1999–00, 2000–01, 2001–02, 2002–03, 2004–05
- CONCACAF-bajnokok ligája győztes (1): 2004
- UNCAF-klubcsapatok kupája győztes (2): 2002, 2005

## Külső hivatkozások
- Harold Wallace adatlapja a National-Football-Teams.com oldalon (angolul)

- Harold Wallace (angol nyelven). FootballDatabase.eu
- Harold Wallace (német nyelven). kicker.de
- Harold Wallace adatlapja a worldfootball.net oldalon (angolul)